# MSTRKRFT

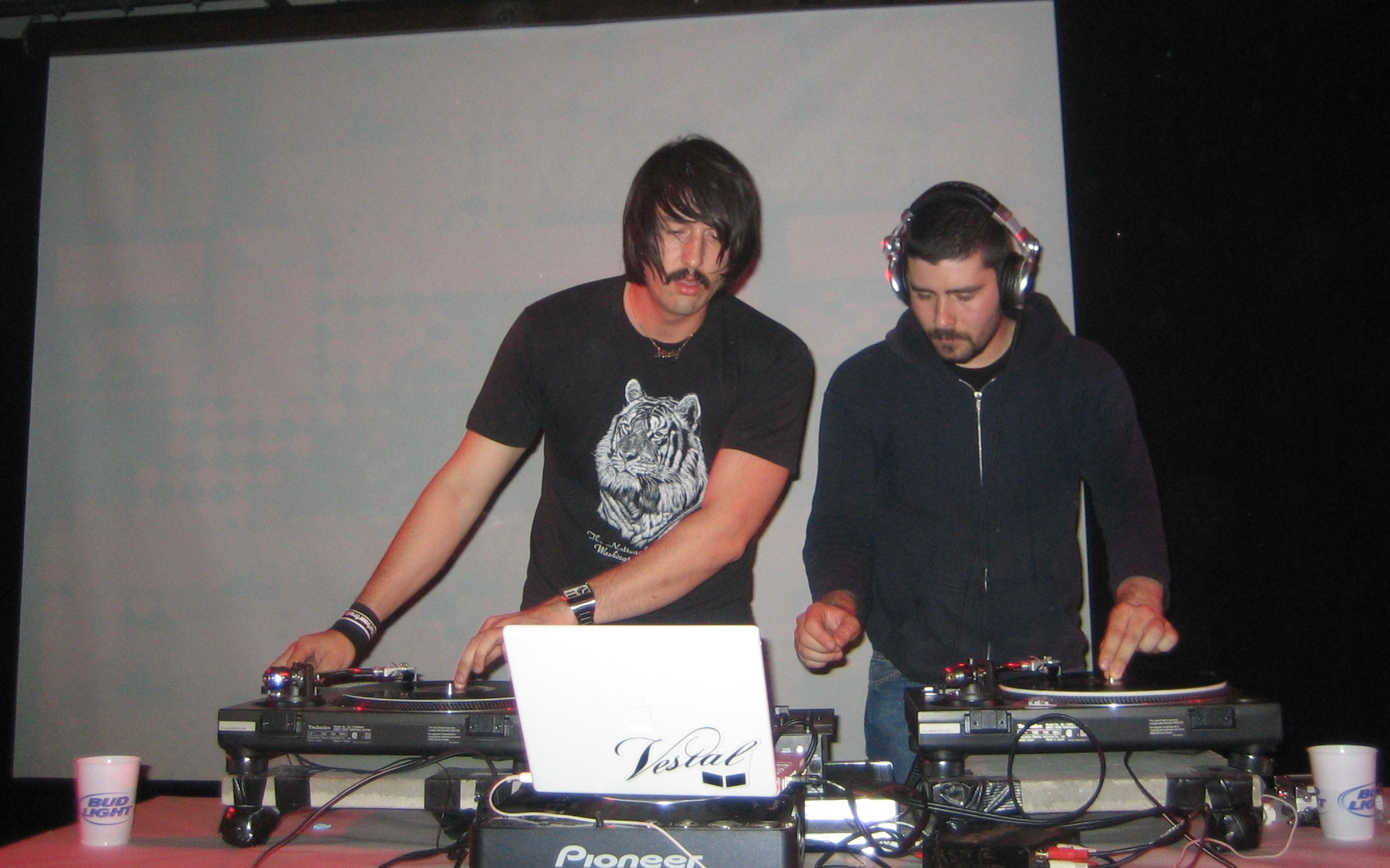
MSTRKRFT in 2006

MSTRKRFT (lees als "Master-kraft") is een electro duo uit Toronto, Canada. Ze staan onder contract bij Last Gang Records. Het duo is opgericht in 2005 door Jesse F. Keeler, ex-lid van Death from Above 1979) en Al-P (Alex Puodziukas), ex-lid van de electro groep Girlsareshort. Al-P was ook de producer van Death from Above 1979's tweede album genaamd You're a Woman, I'm a Machine.

## Geschiedenis
MSTRKRFT's eerste single was "Easy Love", uitgebracht in 2006. Ze brachten hun tweede single, "Work On You", uit op 6 juli 2006. Ondanks dat "The Looks" MSTRKRFT's eerste album was hadden ze al heel wat remixes gemaakt voor andere artiesten als, Buck 65, The Kills en Death from Above 1979.
MSTRKRFT bracht hun eerste LP, "The Looks", op 18 juli 2006 uit in de Verenigde Staten en 2 februari 2007 in Groot-Brittannië. Keeler en Al-P vertelden Eye Weekly weken voor de release van The Looks, dat wanneer het album uitkwam de plannen voor een tweede album al waren begonnen. Dit tweede album zal waarschijnlijk september 2008 uitkomen.
De 2007 versie van het nummer "Street Justice" is ook uitgebracht als een single. Op de website vermeldde Keeler dat ze ook werkten aan een compilatie-album van al hun remixes.
Het nummer "Paris" was in 2006 te horen in een reclame van de online muziekwinkel URGE. In 2007 stond MSTRKRFT op het World Electronic Music Festival (WEMF), een van de meest prestigieuze festivals in hun muziekgenre.
In september 2007 trad MSTRKRFT op op een Australisch festival, "Parklife", in Brisbane. Ze speelden onder andere de remix van "Woman" van de Australische band Wolfmother. Op het moment dat ze de remix speelden, stormde de leadzanger van Wolfmother, Andrew Stockdale, het podium op en begon het nummer live te zingen terwijl MSTRKRFT de remix speelden.

## Discografie

### Albums
- The Looks (18 juli 2006)
- Fist of God (17 maart 2009)
- Operator (album) (22 juli 2016)

### Singles
- "Easy Love" (31 januari 2006)
- "Work on You" (6 juli 2006)
- "Street Justice" (18 januari 2007)
- "Bounce ft. N.O.R.E." (1 april 2008)
- "Heartbreaker ft. John Legend" (9 september 2009)

### Remixes
- Panthers - "Thank Me With Your Hands"
- Death from Above 1979 - "Little Girl"
- Death from Above 1979 - "Sexy Results"
- Juliette and the Licks - "Got Love To Kill"
- Annie - "Heartbeat"
- Metric - "Monster Hospital"
- Services - "Elements of Danger"
- The Kills - "No Wow"
- Bloc Party - "Two More Years"
- Buck 65 - "Kennedy Killed The Hat"
- Wolfmother - "Woman"
- Polysics - "Ceolakanth Is Android"
- Gossip - "Listen Up!"
- Revl9n - "Someone Like You"
- Para One - "Dudun-Dun"
- Brazilian Girls - "Jique"
- Acid Jacks - "Awake Since 78"
- All Saints - "Rock Steady"
- Armand Van Helden - "NYC Beat"
- DIM - "Airbus" (JFK Remix)
- Justice - "D.A.N.C.E."
- Goose - "Bring It On" (JFK Remix)
- Space Cowboy - "Running Away" (JFK Remix)
- Chromeo - "Tenderoni" (Al-P Remix)
- The Crystal Method - "Keep Hope Alive"
- D.I.M - "Is You" (JFK Remix)
- Kid Sister - "Control" (JFK Remix)
- Mr Miyagi - "Pick Your Poison" (JFK Remix)
- New Young Pony Club - "Get Lucky"
- Bloc Party - "Flux" (JFK Remix)
- Kylie Minogue - "Wow"
- Ayumi Hamasaki - "Beautiful Fighters AL-P MSTRKRFT"
- Jesse McCartney - "Leavin" (JFK Remix)